# Super Coupe de Tunisie de basket-ball 2014
Navigation
Super Coupe de Tunisie 2005 Super Coupe de Tunisie 2023
La Super Coupe de Tunisie de basket-ball 2014 est la 4e édition de la Super Coupe de Tunisie de basket-ball, compétition de basket-ball tunisienne opposant le champion de Tunisie au vainqueur de la coupe de Tunisie.

## Finale
| Date            | Lieu      | Équipe à domicile | Équipe à l'extérieur     | Score |
| --------------- | --------- | ----------------- | ------------------------ | ----- |
| 10 janvier 2015 | El Menzah | Club africain     | Étoile sportive du Sahel | 78-73 |

## Champion
- Club africain[1]
  - Président : Slim Riahi
  - Entraîneur : Monoom Aoun
  - Joueurs : Nizar Knioua, Mourad El Mabrouk, Lassaad Chouaya, Naim Dhifallah, Ziyed Chennoufi, Bechir Hadidane, Mohamed Hadidane, Hichem Zahi, Youssef Mejri, James Justice, Ahed Ajmi